# Difesa Greco
La difesa Greco è un'apertura di scacchi, che prende il nome da Gioacchino Greco.
Deriva dalle mosse:
1. e4 e5
2. Cf3 Df6
Questo modo di difendere il pedone è considerato tra i peggiori esistenti, dato che la donna esce prematuramente e blocca lo sviluppo del cavallo di re. L'apertura è usata solo dai principianti in quanto la regina prematuramente esposta può essere ripetutamente attaccata dai pezzi avversari durante lo sviluppo. Invece di 2...Df6 sono usate generalmente le mosse 2...Cc6 (che porta, tra le altre, alla partita spagnola, alla partita scozzese e alla partita italiana), 2...Cf6 (difesa russa) o 2...d6 (difesa Philidor).